# Rayo Murali
Minnal Murali (en español Rayo Murali) es una película india de superhéroes de 2021 en idioma malayalam, dirigida por Basil Joseph y producida por Sophia Paul, bajo la productora Weekend Blockbusters. El guion fue escrito por Arun Anirudhan y Justin Mathew y la película fue protagonizada por Tovino Thomas y Guru Somasundaram. La cinta sigue la vida de Jaison (Tovino Thomas), un joven sastre que obtiene superpoderes después de ser alcanzado por un rayo y se transforma en un superhéroe.
La película se anunció formalmente en enero de 2019, pero debido a los extensos trabajos de preproducción, la fotografía principal de la película tuvo lugar durante diciembre de 2019. Aunque el rodaje se interrumpió dos veces después de las dos olas de la pandemia de COVID-19 y el vandalismo de una iglesia . Ambientada por grupos de derecha, los realizadores lograron completar el rodaje en julio de 2021. La película se rodó predominantemente en Kerala , con pocas secuencias rodadas en Hassan en Karnataka . La música de la película fue compuesta por Shaan Rahman y Sushin Shyam , con Shyam también componiendo la partitura de fondo, mientras que la cinematografía de la película estuvo a cargo de Sameer Thahir.y edición realizada por Livingston Mathew.
La película estaba programada para su estreno en cines a fines de 2020, pero se pospuso varias veces debido a la pandemia de COVID-19. En septiembre de 2021, los realizadores anunciaron que la película se estrenará directamente a través de la plataforma de streaming Netflix como consecuencia del cierre de salas de cine por la pandemia. Se estrenó en el Festival de Cine de Mumbai el 16 de diciembre y se estrenó en todo el mundo con motivo de la Nochebuena (24 de diciembre de 2021). Recibió elogios de la crítica elogiando las actuaciones, especialmente Tovino Thomas y Guru Somasundaram, la historia, la dirección, las secuencias de acción, los efectos visuales, el clímax y la música, y muchos críticos la calificaron como la mejor película de superhéroes de la India.

## Argumento
Jaison, un joven sastre del pueblo de Kurukkanmoola, sueña con hacer carrera en los Estados Unidos . El subinspector de policía Saajan le prohíbe a Jaison salir con su hija Bincy, con quien Jaison tiene una relación, y le dice que ella ya está comprometida con Aneesh. La exnovia de Aneesh, "Bruce Lee" Biji, también está enojada porque Aneesh había terminado con ella. Mientras tanto, Shibu es un paria social que trabaja en una tienda de té. Shibu está obsesionado con Usha, la hermana de Daasan que trabaja en la sastrería del padre de Jaison, hasta el punto de acecharla regularmente.
Usha tiene una hija que necesita una operación médica urgente, pero Usha no tiene dinero para pagar la operación. En Nochebuena, un rayo golpea simultáneamente a Jaison, que está discutiendo con Saajan, y Shibu, que acecha a Usha. Jaison es llevado de urgencia al hospital, donde el doctor Sambhashivan lo trata, pero para sorpresa de todos, aparentemente está ileso.
En los días siguientes, Jaison y Shibu muestran signos de superpoderes . El sobrino de Jaison, Josemon, llega a la conclusión de que Jaison obtuvo superpoderes después de ser alcanzado por un rayo. Un día, el cuñado de Jaison, el agente Siby Pothan, se pelea con su esposa porque ella le dio sus joyas a Jaison por solicitar la visa de los EE. UU. Enfurecido por esto, Jaison empuja a Pothan y este último cae a un pozo y todos los presentes son sorprendido por su fuerza. Usha llega a la tienda de té de Shibu, donde el dueño hace un movimiento con Usha. Shibu se enfurece y lo amenaza con sus nuevos poderes telequinéticos , pidiéndole que se mantenga alejado de ella. Mientras tanto, los planes de Jaison para ir a los Estados Unidos se detienen inesperadamente después de que la verificación de su pasaporte no se lleva a cabo después de que Saajan se entrometa con ella.
Saajan revela que Varkey no es el verdadero padre de Jaison. El verdadero padre de Jaison es Martin, un actor que murió cuando Jaison era joven cuando se incendió el decorado de la obra del pueblo. Varkey vio al joven Jaison y sintió lástima por él, criando a Jaison como su propio hijo. En el presente, Jaison tiene el corazón roto después de escuchar la noticia. Varkey le dice a Jaison que no reveló la verdad antes porque temía que Jaison lo abandonaría y le dijo que su padre ayudó a todos en el pueblo y murió por el bien del pueblo. Jaison se da cuenta de que Saajan había golpeado a Varkey. Jaison se enfurece y, con la ayuda de Josemon, se disfraza con una máscara y va al aniversario de la escuela de Josemon, donde muchos policías, incluido Saajan, están presentes como seguridad del jefe de ráfagas en la función.
Jaison, vistiendo el disfraz, ataca a los policías. Escribe el nombre Minnal Murali en la cortina frontal del escenario donde se llevó a cabo el evento de aniversario, que lleva el nombre de un personaje de la obra inacabada de Martin. Mientras tanto, la hija de Usha se desmaya y la llevan al hospital. El médico le dice a Usha que su hija necesita comenzar la operación ahora o de lo contrario podría morir. Shibu llega y le dice al médico que pagará la operación. Para adquirir el dinero, Shibu también usa una máscara y roba el banco local mientras Jaison ataca a los policías, atribuyendo este incidente a 'Minnal Murali'.
Cuando Shibu le da el dinero al hospital, el médico le dice que Daasan ya lo había pagado. Mientras tanto, Pothan descubre que Jaison es 'Minnal Murali', pero Saajan no le cree. Jaison había estado ahorrando el dinero que le dio su hermana para solicitar la visa, guardándolo en su sastrería, pero desapareció el mismo día. Jaison se da cuenta de que Daasan había robado el dinero para la operación. Jaison confronta agresivamente a Daasan y le da una fecha límite para devolverle el dinero antes de esa noche. Mientras tanto, Usha se entusiasma lentamente con Shibu, pero Daasan lo rechaza. Jaison se da cuenta de su error y acude a Daasan para disculparse. Shibu llega a la tienda de Jaison y acusa a Daasan de ser el obstáculo entre su relación y la de Usha. Shibu quema la tienda, mata a Daasan, y luego vuelve a culpar a '
Jaison le revela a Biji que él es 'Minnal Murali'. Biji y Josemon deciden ayudar a Jaison a demostrarles a los aldeanos que él no es quien robó el banco y mató a Daasan mientras también encontraba al impostor. La policía y Jaison ven imágenes de la tienda, la noche en que murió Daasan, en la estación de policía para ver la identidad de 'Minnal Murali', pero se corta la luz en el momento exacto en que están a punto de encontrar a Shibu. Shibu, con una máscara, embosca a la estación de policía en un intento de destruir el registro de video, la única evidencia que demuestra que él es el impostor, pero Jaison como Minnal Murali lo ataca y roba el videocasete. Jaison y Shibu llevan su pelea a un autobús, donde Shibu supera a Jaison debido a que tiene telequinesis, que Jaison no tiene. Shibu destruye el casete y escapa. Sin embargo, en el altercado, el conductor del autobús se golpea la cabeza y muere, lo que lleva a que el autobús no se detenga antes de llegar al borde de un acantilado, colgando precariamente de él, pero Jaison salva el autobús, lo que le gana el respeto de algunos aldeanos. Jaison y Shibu comienzan a investigar y descubren la identidad del otro.
Saajan y la policía llegan para arrestar a Shibu cuando descubren que Shibu es el imitador, pero Shibu los asusta. Pothan encuentra una imagen con 'Minnal Murali' y se la muestra a Saajan. Saajan cree en los hallazgos de Pothan y arresta a Jaison. Usha llega a la casa de Shibu y se da cuenta del amor de Shibu por ella y lo corresponde. Shibu ve una multitud fuera de su casa y trata de detenerlos, pero sin que Shibu lo sepa, su casa se incendia lentamente. Un barril lleno de petardos se incendia, lo que hace que su casa explote, matando a Usha y a su hija e hiriendo a Shibu. Shibu, afligido y ahora psicótico, va a una iglesia y mata a muchas personas mientras atrapa a muchos otros, incluido Josemon, y planea quemarlos vivos para vengarse. La policía es alertada sobre la situación, y Saajan deja a Jaison cuando se da cuenta de que Jaison es el único que puede detener a Shibu. Jaison usa un supertraje, va a la iglesia y se enfrenta a Shibu. Jaison sucumbe a la telequinesis de Shibu una vez más, pero Jaison tiene un segundo aliento después de recordar a su padre y su sacrificio por el pueblo y los aldeanos, despertando sus propios poderes de telequinesis.
Jaison y Shibu chocan de nuevo, terminando con Jaison empalando a Shibu con una lanza de utilería, matando a Shibu instantáneamente. Aunque entristecido por su muerte, Jaison finalmente recibe el aprecio de los aldeanos mientras Biji apaga el fuego. La película termina con Jaison diciéndole a la audiencia que vendrán muchos más villanos en el futuro, pero Minnal Murali estará allí para proteger a los aldeanos.

## Reparto
- Tovino Thomas en un papel doble como:
  - Jaison Varghese / Minnal Murali, un sastre que es alcanzado por un rayo y adquiere superpoderes.
    - Awan Pookot como un joven Jaison.

  - Martin Pallikunnu, artista de teatro y padre biológico de Jaison.
- Guru Somasundaram como Shibu, un marginado social que trabaja en una tienda de té y que también es alcanzado por un rayo y adquiere superpoderes.
- Femina George como "Bruce Lee" Biji, una agente de viajes e instructora de kárate, que es la exnovia de Aneesh.
- Shelly Kishore como Usha, la hermana de Daasan por quien Shibu siente algo.
- Aju Varghese como PC Siby Pothan, cuñado de Jaison
- Vasisht Umesh como Josemon, sobrino de Jaison e hijo de Pothan
- Thennal Abhilash como Appumol, la hija de Pothan
- Baiju como SI Sajan Antony, subinspector jefe de Kurukanmoola y padre de Bincy
- Harisree Ashokan como Daasan, un sastre que trabaja junto con Jaison y es el hermano de Usha.
- P. Balachandran como Varkey, el padre adoptivo de Jaison
- Arya Salim como Jesmi, la hermana adoptiva de Jaison
- Sneha Babu como Bincy, la exnovia de Jaison que luego se casa con Aneesh.
- Jude Anthany Joseph como Aneesh, el exnovio de Biji que luego se casa con Bincy
- Mamukkoya como Doctor Sambashivan
- Sudheesh como él mismo (es visible)
- Bijukuttan como Kunjan
- Azees Nedumangad como Chandran
- Rajesh Madhavan como PC Titto
- Benzi Mathews como un joven Varkey
- Gibin Gopinath como PC Dasan
- Harish Pengan como Varieth
- Devi Chandana como Bindhu
- Syam Cargoz como miembro de Panchayat
- Pauly Valsan como aldeano
- Vishnu Soman como Hari
- Surjith Gopinath como Paachan
- Basil Joseph como un joven político (cameo)

## Producción

### Desarrollo
"La idea de Minnal Murali me la presentó el escritor Arun [Anirudhan] en 2018. Aunque era una idea interesante, era un gran desafío hacer una película de superhéroes en malayalam . Una película convincente en este género en particular era todo un desafío. establecer un desafío, y si lo aceptamos, tendríamos que darlo todo".

Basil Joseph , sobre el guión de Minnal Murali.
En enero de 2019, Tovino Thomas anunció que colaboraría con Basil Joseph por segunda vez después de Godha (2017), para una película de superhéroes titulada Minnal Murali y Sophia Paul financió este proyecto bajo el lema Weekend Blockbusters. El póster conceptual de esta película se reveló el 21 de enero de 2019, coincidiendo con el cumpleaños del actor. Basil Joseph trabajó en el guion de la película, mientras que Tovino se ocupó de sus compromisos en los próximos proyectos. Cuando Tovino completó los trabajos en sus películas, a fines de octubre de 2019, Basil Joseph comenzó los trabajos de preproducción de la película y, en consecuencia, comenzaron las sesiones de lectura de guiones. Arun Anirudhan y Justin Mathew coescribieron el guion de la película. Basil Joseph declaró que la película se inspiró en My Dear Kuttichathan (1984).
Basil se hizo cargo de la supervisión del aspecto de los gráficos por computadora durante la etapa de creación de guiones de la película. En una entrevista con The Times of India, dijo que "trabajaré en estrecha colaboración con el equipo de VFX en la etapa de preproducción para desarrollar los guiones gráficos y comprender lo que es posible antes de comenzar a filmar la película". Tovino Thomas dijo que la película cae en el género de la comedia, a pesar de ser una película de superhéroes y será "agradable para todo tipo de audiencia". También dijo que "el equipo había planeado presentar el elemento de fantasía de manera convincente y realista de alguna manera", al decir "Si busca en línea, encontrará varios casos de personas alcanzadas por un rayo, experimentando diferencias en sus vidas como poder hacer que una bombilla brille por un segundo o que sus relojes se detengan. Entonces, cuando el alto voltaje recorre el cuerpo, su dinámica cambia un poco. De esa manera, también es una película realista".

### Audición
Durante julio de 2019, Aju Varghese fue incluida como uno de los miembros del reparto en un papel fundamental. Varghese compartió una convocatoria de casting para la actriz principal de la película e invitó a presentar solicitudes de personas de 20 y 28 años. En el proceso, el equipo eligió a Femina George como la heroína, cuyo personaje nombró como "Bruce Lee". Biji.  El actor tamil Guru Somasundaram se unió a la película en un papel fundamental. El coreógrafo de acrobacias de Hollywood Vlad Rimburg fue contratado para supervisar las secuencias de acción. El equipo técnico estaba formado por el director de fotografía Sameer Thahir, los directores musicales Shaan Rahman y Sushin Shyam y el editor Livingston Mathew. Tovino Thomas se entrenó inmensamente para su papel en esta película con el fin de interpretar el papel de un superhéroe.

### Rodaje
La película comenzó a producirse en diciembre de 2019 con una ceremonia de puja y posteriormente comenzó la fotografía principal. El equipo planeó filmar secuencias importantes en los distritos de Wayanad y Alappuzha. Después de completar los principales programas en Alappuzha, el equipo se dirigió a Wayanad para seguir filmando las secuencias, donde se filmaron algunas partes en Manathavady durante febrero de 2020. El programa se detuvo debido al anuncio de cierre por la pandemia de COVID-19 en India en marzo de 2020. El rodaje se reanudó un año después, en marzo de 2021, en Karnataka, donde se ha replicado un enorme plató de iglesia, similar al plató erigido en Kalady por el equipo de dirección de arte, que fue destrozado por grupos de derecha en mayo de 2020. El equipo continuó su progreso de filmación en Hassan durante el mismo mes, pero se detuvo en abril de 2021 después de que a Tovino Thomas le diagnosticaron COVID-19, y se sumó a los factores la segunda ola de la pandemia con el aumento de casos en Kerala. El equipo reanudó el rodaje en julio de 2021, cuando el gobierno de Kerala otorgó permisos para reanudar los rodajes, pero se detuvo de inmediato porque el equipo descubrió que estaba violando el protocolo COVID-19. El rodaje de esta película concluyó el 25 de julio de 2021, y la productora Sophia Paul lo confirmó en un publicación de Instagram. Simultáneamente comenzaron los trabajos de posproducción y la edición final de la película estuvo lista a mediados de septiembre de 2021.
Vandalismo del set de filmación
"Puede ser una broma, un troll, publicidad o política para algunas personas. Fue como un sueño para nosotros. Justo antes del confinamiento se montó el plató. Estuvimos trabajando para estrenar la película durante dos años. Durante muchos días la El director de arte y el equipo lucharon bajo un sol abrasador para construir el plató, en el que se gastó el dinero ganado con tanto esfuerzo por el productor. Se construyó después de haber obtenido todos los permisos necesarios. La atrocidad ocurrió en un momento en que todos necesitan permanecer unidos. Tuve Nunca esperé que esto sucediera en Kerala".

Basil Joseph sobre el vandalismo de la iglesia por parte de grupos de derecha, a través de una publicación de Facebook.
El 24 de mayo de 2020, grupos de derecha destrozaron una iglesia temporal que se había construido como parte del set de la película cerca de Kalady. El conjunto se hizo a un costo de alrededor de ₹ 50 lakh. Varios activistas de Antharashtra Hindu Parishad (AHP) y Bajrang Dal se atribuyeron el mérito de destruir la réplica de la Iglesia publicando en sus páginas de redes sociales al respecto. El secretario general de AHP, Hari Palode, dijo en una publicación de Facebook que los miembros de AHP, junto con miembros de Bajrang Dal, habían demolido el conjunto temporal de la iglesia, ya que se colocó frente a un templo. Palode también felicitó al presidente del distrito de Bajrang Dal, Ernakulam, por participar en el "trabajo de servicio" de demoler la iglesia.
Seis hombres, incluido el líder de Rashtriya Bajarang Dal, han sido arrestados. A todos los acusados se les impusieron secciones que incluían la búsqueda de crear desarmonía comunitaria y robo. El principal acusado en el caso, que fue arrestado previamente, fue acusado de 3 casos de asesinato y muchos intentos de asesinato. Muchos de la industria cinematográfica malayalam criticaron el vandalismo. El primer ministro de Kerala, Pinarayi Vijayan, dijo que Kerala no es lugar para juegos de fuerzas comunales. El vandalismo del set de filmación había ocasionado pérdidas financieras para el equipo de producción.
El equipo reanudó el rodaje de las partes programadas en Kalady en el embalse de Hemavati con el telón de fondo de la Iglesia del Rosario Shettihalli y escenarios adicionales creados por el equipo de producción. La mayoría de las partes del clímax se rodaron en este lugar.